# 维莱圣弗朗堡-奥尼翁
维莱圣弗朗堡-奥尼翁（法語：Villers-Saint-Frambourg-Ognon，法語發音：[vilɛʁ sɛ̃ fʁɑ̃buʁ ɔɲɔ̃]）是法国瓦兹省的一个市镇，属于桑利斯区。该市镇于2019年由原市镇维莱圣弗朗堡和奥尼翁合并而成。

## 地理
维莱圣弗朗堡-奥尼翁（49°15'20.99"N, 2°38'24.00"E）面积14.54 平方千米，位于法国上法蘭西大區瓦兹省，该省份为法国北部内陆省份，北起索姆省，西接厄尔省和滨海塞纳省，南至塞纳-马恩省和瓦兹河谷省，东临埃纳省。
与维莱圣弗朗堡-奥尼翁接壤的市镇（或旧市镇、城区）包括：蓬圣马克桑斯、蓬潘、韦尔伯里新城、布拉瑟斯、巴尔伯里、沙芒、弗勒里讷、桑利斯。
维莱圣弗朗堡-奥尼翁的时区为UTC+01:00、UTC+02:00（夏令时）。

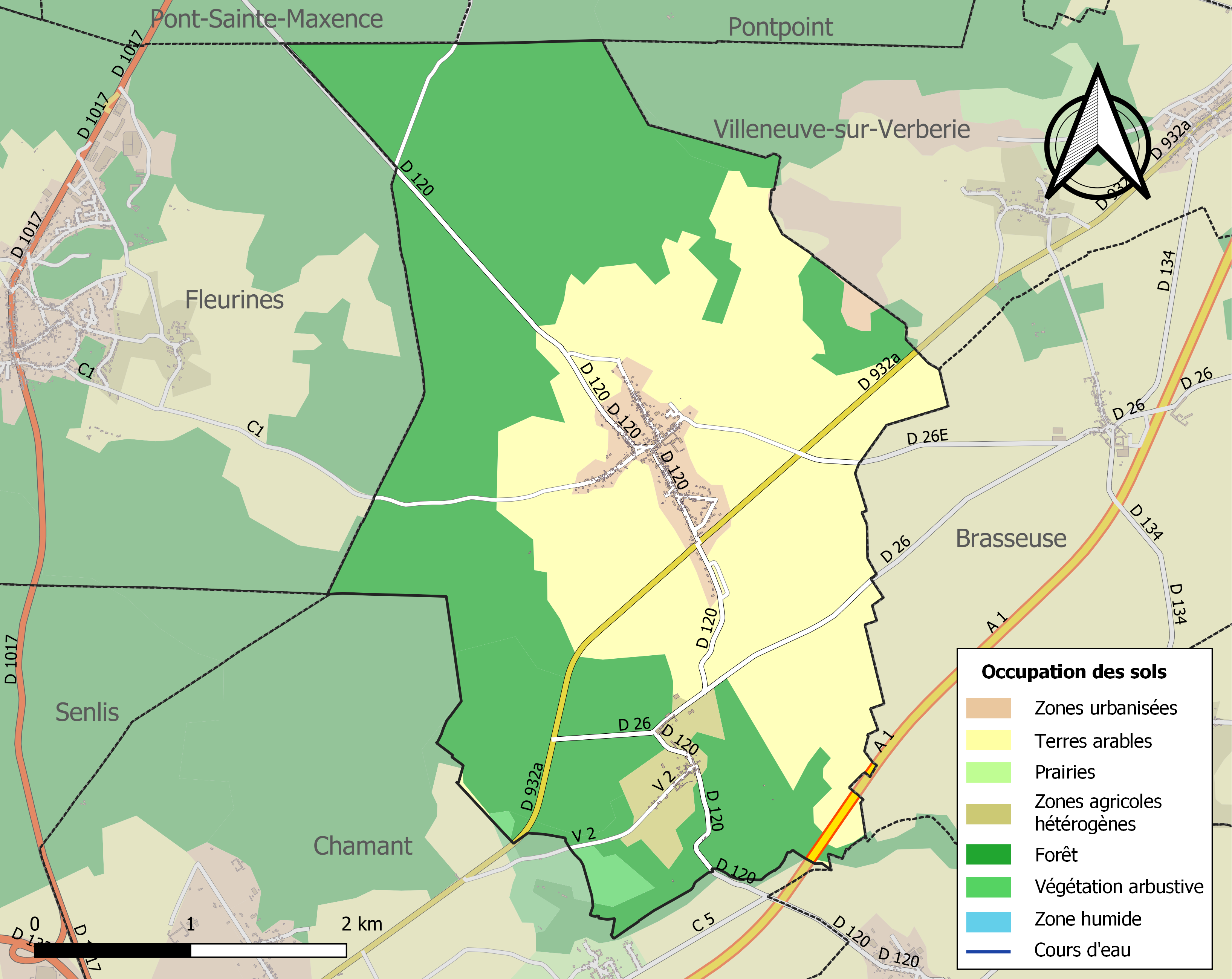
维莱圣弗朗堡-奥尼翁的OSM定位图

## 行政
维莱圣弗朗堡-奥尼翁的邮政编码为60810，INSEE市镇编码为60682。

## 政治
维莱圣弗朗堡-奥尼翁所属的省级选区为蓬圣马克桑斯县。

## 人口
维莱圣弗朗堡-奥尼翁于2022年1月1日时的人口数量为724人。